# Jocelyn Bell Burnell
Susan Jocelyn Bell Burnell (Belfast, 15 de julho de 1943), conhecida como Jocelyn Bell Burnell,  é uma astrofísica britânica que, como estudante de pós-graduação, descobriu os primeiros pulsares em 1967.

## Biografia

### Primeiros anos
Jocelyn Bell nasceu em 15 de julho de 1943 em Belfast, Irlanda do Norte, e era a mais velha de quatro irmãos. Seu pai era George Philip Bell, um arquiteto que ajudou a projetar o Planetário Armagh, e sua mãe era Margaret Allison. Ela cresceu em uma família rica, que ela descreve como pertencente à "gentry" (nobreza rural). Seus pais eram quacres e a encorajaram a se interessar por ciências. Durante as visitas ao Planetário, o pessoal encorajou-a a dedicar-se à astronomia, além de descobrir os livros de astronomia de seu pai.  
Jocelyn frequentou o Departamento Preparatório do Lurgan College de 1948 a 1956, onde, como as outras meninas, não teve permissão para estudar ciências até que seus pais protestaram contra as políticas da escola. Foi reprovada no exame de 11+ anos, um exame usado para orientar as crianças em direção aos estudos gerais ou profissionais. Entre 1956 e 1961, seus pais a enviaram para a Mount School em York, um internato para meninas da Sociedade Religiosa de Amigos. Lá, ela conhece o Sr. Tillott, a quem atribui muito de sua vocação para a física: 
Ele era um professor muito bom e me mostrou, na verdade, como a física era fácil. 
Em 1965 formou-se com distinção na Universidade de Glasgow com uma licenciatura em Filosofia Natural (Física). Em 1968 casaria com Martin Burnell de quem se divorciou em 1993, depois de ter um filho, Galvin Burnell. Tendo dificuldade em encontrar cuidados infantis, ela trabalharia a tempo parcial para criar o seu filho. 

### Descoberta da Pulsar

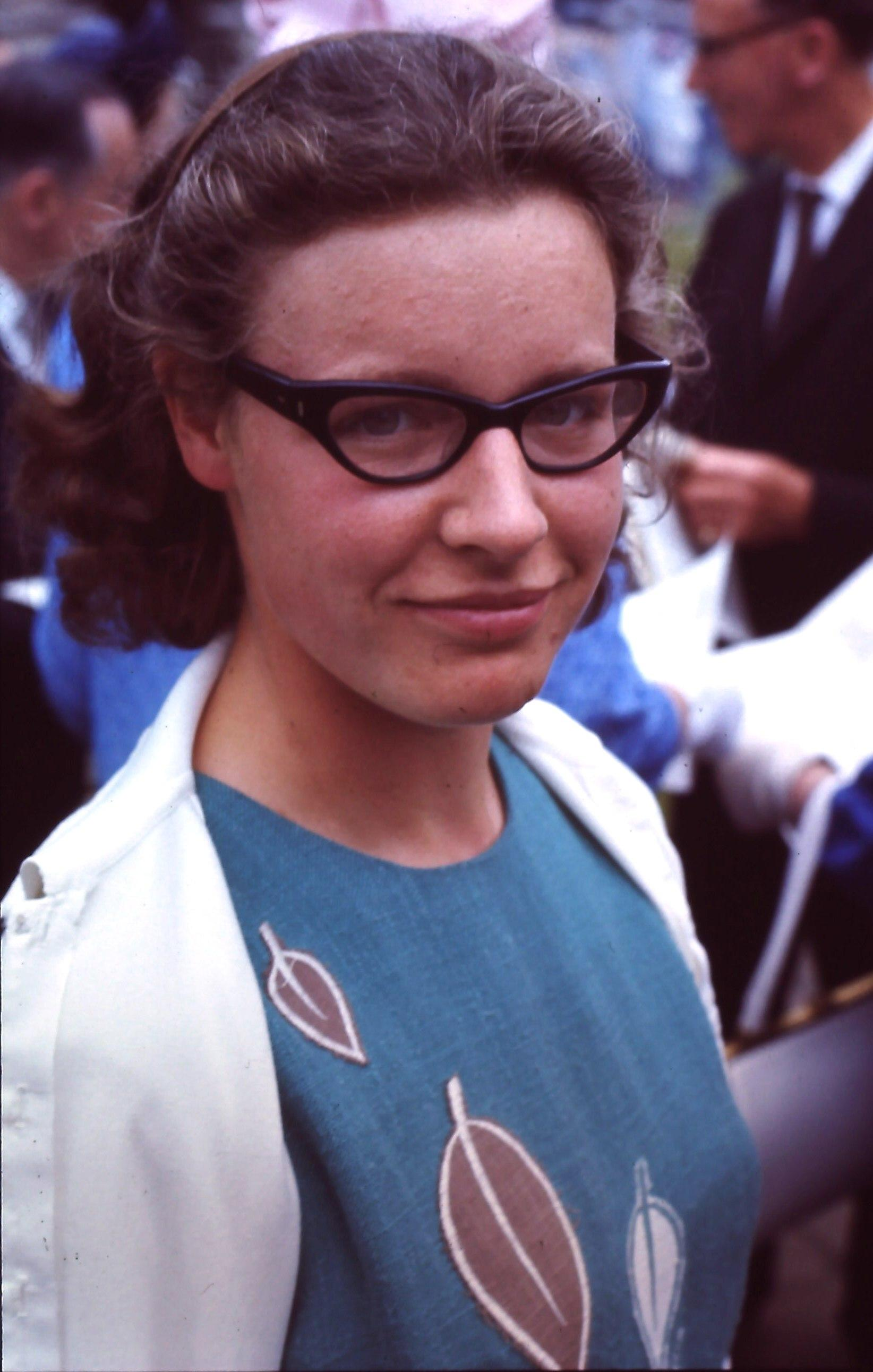
Jocelyn Bell, junho de 1967

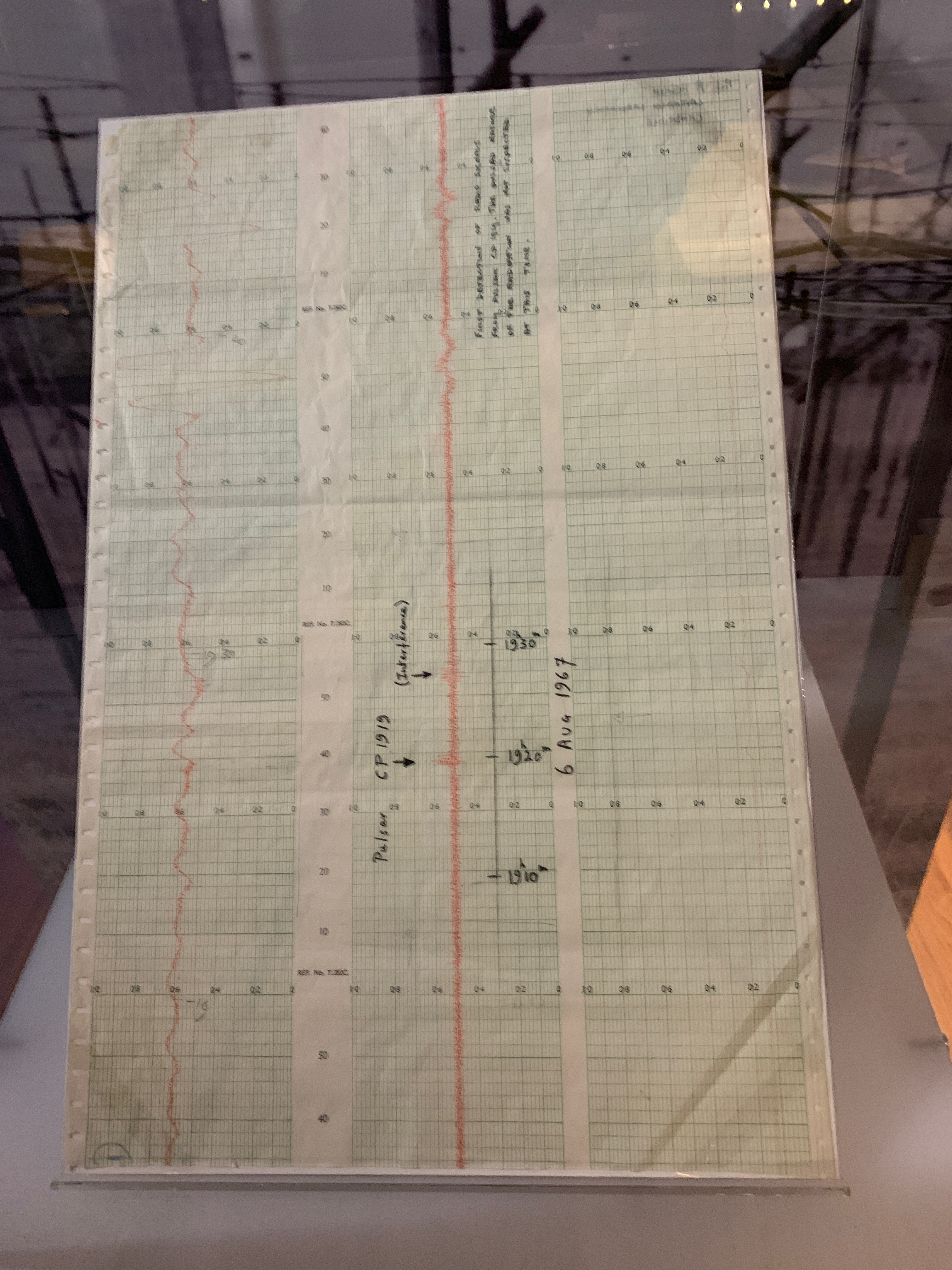
Gráfico no qual Jocelyn reconheceu pela primeira vez evidências de um pulsar, exibido na Biblioteca da Universidade de Cambridge

Jocelyn seria aceita no programa de pós-graduação da Universidade de Cambridge. Jocelyn trabalhou com Antony Hewish e alguns outros na fabricação de um radiotelescópio para o estudo de quasers, descoberto recentemente naquela época, usando a técnica de cintilação interplanetária para distinguir formas compactas. Ela se juntaria "quando a construção [daquele] telescópio estava prestes a começar".
A construção demorou dois anos e custou cerca de 15 000 euros, o que já nessa altura era barato. Começámos a operá-lo em Julho de 1967, embora tenha levado mais alguns meses até que a construção estivesse completamente concluída. Eu era a única responsável pela operação do telescópio e pela análise dos dados, sob supervisão de Tony Hewish.
Em 28 de novembro de 1967, Jocelyn detectou um "pedaço de penugem" em seus papéis de registro gráfico que flutuou no céu com as estrelas. O sinal era visível nos dados coletados em agosto, mas como os papéis precisaram ser verificados manualmente, demorou três meses para encontrá-lo. Jocelyn verificou se o sinal pulsava com grande regularidade, a uma taxa de cerca de um pulso a cada um terço de segundo. Chamada temporariamente de "Little Green Man 1", a fonte (agora conhecida como PSRB1919 + 21) foi identificada após vários anos como uma estrela de nêutrons em rápida rotação.
Entrei em contato com Tony Hewish, que estava ensinando em um laboratório de graduação em Cambridge, e sua primeira reação foi que eles deviam ser artificiais. Essa foi uma resposta muito sensata nas circunstâncias, mas devido a uma profundidade realmente notável de ignorância, não vi por que não poderia ser uma estrela ... Então Scott e Collins olharam para as pulsações com outro telescópio com o seu próprio receptores, o que eliminou efeitos instrumentais. John Pilkington mediu a dispersão do sinal que determinou que a fonte estava fora do sistema solar, mas dentro da galáxia. Então, essas pulsações foram feitas pelo homem, mas feitas por homens de outra civilização?
Devido à sua descoberta, inicialmente não foi descartado que eles fossem sinais de outra civilização.
Pouco antes do Natal, fui ver Tony Hewish ... Realmente não achávamos que havíamos captado sinais de outra civilização, mas obviamente a ideia passou por nossas cabeças e não tínhamos nenhuma prova de que era uma emissão de rádio completamente natural. É um problema interessante: se você acha que pode ter detectado vida em outras partes do universo, como você anuncia os resultados com responsabilidade? Para quem você conta primeiro? Não resolvemos o problema naquela tarde e fui para casa naquela noite muito zangada. Eu estava tentando obter um doutorado com uma nova técnica e alguns homenzinhos verdes bobos tiveram que escolher minha antena e minha frequência para se comunicar conosco.
A investigação seria publicada, gerando uma grande atenção.
No final de janeiro, o documento anunciando o primeiro pulsar foi enviado à Nature. Isso se baseou em um total de 3 horas de observação da fonte, o que foi pouco. Acho que os comentários de que mantivemos a descoberta em segredo por muito tempo estão fora de lugar ... Um dia antes da publicação, Tony Hewish deu um seminário em Cambridge para anunciar os resultados. Todos os astrônomos de Cambridge, ao que parece, compareceram àquele seminário, e seu interesse e entusiasmo me deram uma primeira apreciação da revolução que tínhamos começado ... 

No artigo para a Nature, mencionamos que em um ponto pensamos que os sinais poderiam vir de outra civilização. Quando o artigo foi publicado, a imprensa desceu e, quando descobriram que era uma mulher, desceu ainda mais rápido. Eles me fotografaram em pé em um banco, sentada em um banco, em pé em um banco examinando registros falsos, sentada em um banco examinando registros falsos: um deles até me fez correr pelo banco agitando os braços no ar: "Olha! Feliz querida, você acabou de fazer uma descoberta! (Arquimedes não sabe o que foi perdido!)" Enquanto isso, os jornalistas me perguntavam questões relevantes, como se eu era mais alta ou mais baixa do que a princesa Margaret (temos unidades de medida curiosas na Grã-Bretanha ) e quantos namorados eu tive ao mesmo tempo. Foi assim que minha parte do processo terminou. Finalmente terminei a análise dos gráficos, medi os diâmetros angulares de várias fontes de rádio e escrevi minha tese. (Os pulsares estavam em um apêndice)

### Controvérsia sobre o Prêmio Nobel
A descoberta do pulsar renderia a Antony Hewish o Prêmio Nobel de Física em 1974. O fato de ela não ter recebido o reconhecimento no Prêmio Nobel era motivo de polêmica até então. Em 1977, ela comentaria sobre o assunto:
Foi sugerido que eu deveria ter participado no Prémio Nobel atribuído a Tony Hewish pela descoberta dos pulsares. Há vários comentários que eu gostaria de fazer sobre isso: Primeiro, as disputas de demarcação entre supervisor e aluno são sempre difíceis, provavelmente impossíveis de resolver. Segundo, é o supervisor que tem a responsabilidade final pelo sucesso ou fracasso do projecto. Ouvimos falar de casos em que um supervisor culpa o seu aluno por um fracasso, mas sabemos que a culpa é em grande parte do supervisor. Parece-me justo que ele também se beneficie dos sucessos. Terceiro, acho que degradaria os prêmios Nobel se fossem concedidos a estudantes de investigação, exceto em casos muito raros, e não acho que este seja um deles. Por último, eu mesmo não me incomodo com isso; Afinal estou em boa companhia, certo?

### Eventos posteriores
Ela obteve seu doutorado em 1969. Trabalhou na Universidade de Southampton de 1968 a 1973, na University College London de 1974 a 1982 e no Royal Observatory, Edimburgo (1982-1991). De 1973 a 1987 foi tutora, consultora, examinadora e professora da Open University. Em 1986, ela se tornou diretora do projeto Telescópio James Clerk Maxwell em Mauna Kea, Havaí. Ela foi Professora de Física na Open University de 1991 a 2001. Ela também foi Professora Visitante na Universidade de Princeton nos Estados Unidos e Reitora de Ciências na Universidade de Bath (2001-2004).
Jocelyn foi presidente da Royal Astronomical Society entre 2002 e 2004, presidente do Institute of Physics entre 2008 e 2010, e presidente interina no começo de 2011. Recebeu o Fundamental Physics Prize de 2018 na Categoria Especial. Destinou todo o prêmio de 3 milhões de dólares para auxiliar mulheres, minorias étnicas e estudantes refugiados a tornar-se pesquisadores em física.

## Reconhecimento
Em dezembro de 2014, foi eleita uma das 100 mulheres mais influentes do mundo pela BBC.

## Publicações selecionadas

### Livros
- Burnell, S. Jocelyn (1989). Broken for Life. London: Quaker Home Service. pp. 58pp. ISBN 0852452225 (Swarthmore Lecture)
- Riordan, Maurice; Burnell, S. Jocelyn (27 de outubro de 2008). Darkmatter: Poems of Space. [S.l.]: Calouste Gulbenkian Foundation. ISBN 9781903080108. Consultado em 6 de maio de 2012. Arquivado do original em 17 de março de 2010

### Artigos
- Hewish, Antony; S J Bell, J D H Pilkington, P F Scott, R A Collins (24 de fevereiro de 1968). «Observation of a Rapidly Pulsating Radio Source» (PDF). Nature. 217 (5130): 709–713. Bibcode:1968Natur.217..709H. doi:10.1038/217709a0. Consultado em 6 de julho de 2007
- J D H Pilkington, J. D. H.; A Hewish, S J Bell, T W Cole (13 de abril de 1968). «Observations of some further Pulsed Radio Sources» (PDF). Nature. 218 (5137): 126–129. Bibcode:1968Natur.218..126P. doi:10.1038/218126a0. Consultado em 6 de julho de 2007